# Bruno di Würzburg
San Bruno di Würzburg, detto anche Bruno di Carinzia (1005 circa – Persenbeug, 27 maggio 1045), fu dal 1027 al 1034 cancelliere per l'Italia e dal 14 aprile 1034 vescovo di Würzburg ed è venerato come santo dalla Chiesa cattolica.

## Biografia
Bruno era figlio del duca Corrado I di Carinzia e di Matilde di Svevia e quindi cugino per parte di padre dell'imperatore Corrado II. Il 22 marzo 1034 fu nominato dall'imperatore vescovo di Würzburg. Egli aveva fama di persona molto colta e dotò molte chiese di rendite attinte al proprio personale patrimonio. Fece costruire il duomo di San Kilian in Würzburg: la costruzione ebbe inizio nel 1040 ed al suo interno fu sepolto poi egli stesso.
Nel 1042 si impegnò a fondo al fine di ottenere la mano di Agnese di Poitou per l'imperatore Enrico III. Tre anni dopo seguì l'imperatore nella sua spedizione militare in Ungheria ma un incidente nel castello di Persenbeug, sul Danubio, gli fu fatale (il pavimento della sala ove stava a pranzo con l'imperatore ed altri dignitari sprofondò ed egli ne riportò così gravi ferite che ne morì poco dopo): era in fatti in corso una cerimonia in cui Richlinda avrebbe ceduto i suoi possedimenti, ereditati dal marito Adalberone II di Ebersberg, al nipote Guelfo di Carinzia. Nel crollo morì, oltre a Bruno, la stessa Richilda e l'abate Altmann di Ebersberg.
La Chiesa cattolica lo ricorda il 27 maggio.